# エル・ミニステリオ・デル・ティエムポ
『エル・ミニステリオ・デル・ティエムポ』（スペイン語: El ministerio del tiempo）は、スペインのテレビドラマ。La 1で2015年2月24日に初公開された。
タイトルの意味は「時間の省」。

## 登場人物
フリアン・マルティネス
演 - ロドルフォ・サンチョ
ヘスス・メンデス・ポントン / パチーノ
演 - ウゴ・シルバ
アメリア・フォルチ
演 - アウラ・ガリード
アロンソ・デ・エントレリオス
演 - ナチョ・フレスネダ
ローラ・メンディエタ
演 - マカレナ・ガルシア
イレーネ・ララ・ジロン
演 - カイエタナ・ギーエン・エルボ
エルネスト・ヒメネス
演 - ファン・ギア
アンガスティアス・バスケス
演 - フランチェスカ・ピニョン
サルバドール・マルティ
演 - ハイメ・ブランチ